# Jelena Popović
Jelena Popović, née le 4 septembre 1984 à Pančevo, est une joueuse internationale serbe de handball, évoluant au poste d'arrière droite à l'AS Cannes.

## Carrière
Jelena Popović rejoint le Arvor 29 à l'été 2011. Dans la foulée de son titre de champion en 2012, Arvor 29 dépose le bilan. Elle rejoint l'Entente Sportive Bisontine Féminin pour la saison 2012-2013. Après une année en Franche-Comté, elle s'engage avec le Nantes LAH, promu en 1re division
En 2012, avec l'équipe de Serbie, elle termine 4e du Championnat d'Europe puis, l'année suivante, atteint la finale du Championnat du monde 2013 en Serbie.
En fin de contrat à Nantes en 2015, elle rejoint alors Cannes.

## Palmarès

### En club
compétitions internationales
- Vainqueur de la coupe Challenge en 2007 avec HC Naisa Niš[6]

compétitions nationales
- Championne de Serbie (3) en 2006 avec HC Naisa Niš, 2010 et 2011 avec ŽRK Zaječar
- Championne de Macédoine (2) en 2008 et 2009 avec HC Kometal Gjorče Petrov Skopje
- Championne de France en 2012 avec Arvor 29
- Vainqueur de la Coupe de la Ligue en 2012 avec Arvor 29

### En sélection
- 4e au championnat d'Europe en 2012 en Serbie avec la Serbie[7]
- vice-championne du monde en 2013 en Serbie avec la Serbie[8]